# Ранчо Маја (Сан Мигел Тилкијапам)
Ранчо Маја (шп. Rancho Maya) насеље је у Мексику у савезној држави Оахака у општини Сан Мигел Тилкијапам. Насеље се налази на надморској висини од 1654 м.

## Становништво
Према подацима из 2010. године у насељу је живело 7 становника.

### Хронологија
| Година       | 2000         | 2005         | 2010 |
| ------------ | ------------ | ------------ | ---- |
| Становништво | 35 (22 / 13) | 45 (24 / 21) | 7    |

### Попис
| # | Индикатор                     | Вредност |
| - | ----------------------------- | -------- |
| 1 | Укупно домаћинстава           | 22       |
| 2 | Укупно насељених домаћинстава | 2        |
| 3 | Величина локације             | 1        |